# Abonshie
Abonshie ou Abuenshie est un village du Cameroun, situé dans la Région du Nord-Ouest. Il est un passage frontière avec le Nigeria. Il est rattaché administrativement à la commune d'Ako, dans le département de la Donga-Mantung.

## Population
Abonshie ou Abuenshie compte 253 habitants lors du recensement de 1970. Population qui a augmenté avec les activités commerciales avec le Nigeria.

## Économie
Abonshie est un poste frontière sur la route entre le Nigeria et le Cameroun. Un point de collecte des douanes enregistre une partie des recettes de douanes, fruits des échanges commerciaux avec le Nigeria, premier fournisseur du Cameroun.